# Fort Reno
Fort Reno (znany także jako Fort Connor lub Old Fort Reno) – drewniany fort wybudowany w 1865 r. przez US Army na pograniczu Wielkich Równin na Terytorium Dakoty w dzisiejszym hrabstwie Johnson w stanie Wyoming. Służył ochronie osadników ciągnących na północny zachód szlakiem Bozemana przed napadami Indian.

## Założenie
Po zakończeniu wojny secesyjnej wielu osadników ruszyło na zachód, poszukując ziemi pod uprawę i nowych możliwości. Gdy rozniosła się wieść, że w Black Hills odkryto złoto, na obszar dzisiejszej Montany zaczęli napływać poszukiwacze złota i przygód, a za nimi osadnicy. Dla ułatwienia im drogi ku terenom złotonośnym wytyczono wkrótce szlak Bozemana, który przebiegał przez sam środek terytoriów uważanych przez Indian z plemion Dakotów za święte i z którego to powodu Indianie zaczęli atakować białych wędrowców. By temu zapobiec, w latach 1865-1866 Armia wzniosła serię fortów i posterunków jako garnizony dla walczących z Indianami oddziałów.
Jeden z takich fortów został zbudowany 14 sierpnia 1865 roku na wysokim plateau nad brzegami rzeki Powder koło ujścia strumienia Dry Fork. Początkowo otrzymał nazwę "Fort Connor" od nazwiska gen. Patricka Connora, którego ludzie z 6. pułku kawalerii z Michigan zbudowali palisadę i budynki fortu, mającego stanowić punkt zaopatrzeniowy dla ekspedycji karnej przeciw Indianom. 11 listopada 1865 roku posterunek przemianowano na "Fort Reno" dla uhonorowania gen. Jessego Reno, który poległ w bitwie pod South Mountain w czasie wojny secesyjnej.
Fort Reno miał bardzo prostą konstrukcję. Magazyny kwatermistrzostwa i stajnie otaczała czworokątna palisada z pni topoli o średnicy 25–30 cm. Byle jak ociosane pnie wkopano na około 120 cm w ziemię, a wysokość palisady ponad gruntem wynosiła około 240 cm. Jesienią 1865 roku wybudowano dodatkowe budynki na zewnątrz palisady: dwa budynki koszarowe, kwatery oficerskie, szpital, warsztaty, pomieszczenia dla woźniców i cywilnych współpracowników wojska, jak np. zwiadowców. Wszystkie te budynki miały dachy kryte darnią, a podłogi zastępowało klepisko. W sierpniu kompanie C i D 5. pułku ochotniczego (sformowanego z byłych żołnierzy konfederackich, którzy złożyli przysięgę na wierność i kompania A (złożona z Indian z plemienia Winnebago), zluzowały kawalerzystów z Michigan. Dowodzone przez kpt. George'a M. Bailey'ego zajmowały ten izolowany posterunek w ciągu wyjątkowo ciężkiej zimy 1865/6.

## Zluzowanie i opuszczenie
Podczas wojny Czerwonej Chmury następnego lata płk Henry B. Carrington z 18. pułku piechoty poprowadził 700 ludzi w dolinę rzeki Powder, by zbudować dwa nowe posterunki dalej na północ. Oddział ten dotarł do Fort Reno 28 czerwca 1866 i odpoczywał dwa tygodnie. Przed opuszczeniem fortu w dniu 9 lipca Carrington zostawił na miejscu dwie kompanie celem zluzowania ochotniczego garnizonu, który zakończył służbę i odmaszerował do domu "bez najmniejszego żalu". Nowo przybyli żołnierze armii regularnej wznieśli palisadę wokół niezabezpieczonych budynków koszarowych oraz drewniane bastiony w północno-zachodnim i południowo-wschodnim narożniku. Zbudowali także (z adobe) zamczystą kwaterę dowódcy. W roku 1867 fort został odnowiony i poszerzony. Garnizon (którego liczebność wahała się w granicach 125-300 żołnierzy) doświadczył trudnego życia obozowego, ciężkich zim i gorąca w lecie, od czasu do czasu potykając się z Indianami i utrzymując południowy kraniec szlaku Bozemana w stanie nadającym się do użytkowania.
W roku 1868 traktat zawarty w Forcie Laramie zakończył wojnę Czerwonej Chmury i spowodował przekazanie znacznej części dawnych łowisk Dakotów prawowitym właścicielom. Na mocy układu Fort Reno, podobnie jak forty C.F. Smith i Phil Kearny, został przez wojsko opuszczony. Wkrótce potem wszystkie zabudowania i palisady spłonęły. Przypuszczano, że ogień został podłożony przez wojowników z plemienia Szejenów. Gen. George Crook i jego oddziały zatrzymały się na krótko w tym miejscu w marcu 1876 roku, tylko po to by stwierdzić, że z fortu zostało tylko kilka ścian z adobe i pozostałości pogorzeliska. Mimo to Crook postanowił urządzić tu swój punkt zaopatrzeniowy.
Zmarli i polegli żołnierze pochowani na miejscowym cmentarzyku zostali w latach osiemdziesiątych XIX wieku ekshumowani i przeniesieni na cmentarz wojskowy na polu ostatniej bitwy Custera nad Little Bighorn. Teren, na którym kiedyś znajdował się fort, jest dzisiaj prerią porośniętą trawą.
Miejsce to, oddalone o około 18 km na północny wschód od miejscowości Sussex (Wyoming), zostało 28 marca 1970 roku umieszczone w Narodowym Rejestrze Pomników Historycznych.
Dwa inne posterunki wojskowe otrzymały nazwę Fort Reno: jeden w łańcuchu umocnień Waszyngtonu podczas wojny secesyjnej, drugi zbudowany w roku 1874 na terenie dzisiejszego stanu Oklahoma.